# 푸르카 DFB역
푸르카 DFB역(Furka DFB railway station)은 스위스 우리주의 푸르카 정상 터널 동쪽 입구에 있는 미터궤 철도역이다. 역은 1926년에 문을 열었다. 그 시점부터 1981년까지 푸르카 오버알프 철도(FO)가 소유하고 운영했다. 이 철도는 발레주의 브리크, 우리주의 안데르마트, 괴세넨, 및 그라우뷘덴주의 디젠티스/무쉬테를 연결한다.
1982년에 푸르카역을 포함하여 발레주의 오버발트와 우리주의 레알프 사이의 FO의 원래 부분은 당시 새로운 푸르카 베이스 터널을 통과하는 FO 라인으로 대체되었다. FO 라인의 대체된 부분은 포기되었다.
1992년 7월 11일부터 FO 라인의 버려진 부분이 푸르카 증기 철도(DFB)가 운영하는 유산 철도로서 레알프에서 점진적으로 재개통되었다. 1993년 7월 30일, DFB는 티펜바흐의 임시 종착역에서 슈타인슈타펠 고가교를 통해 푸르카까지 연장되었으며, 푸르카역이 재개장되었다. 재개장을 위해 재건축된 역 건물에는 작은 식당, 공공 편의 시설, 정상 터널의 안전 작업을 제어하는 현대적인 블록 시스템이 있다.
2000년 7월 14일, DFB는 푸르카 정상 터널을 통해 푸르카에서 글레치까지 확장되었다.
푸르카는 DFB 라인의 정상이자 우리 주에서 가장 높은 기차역이다. 일반적으로 DFB 증기기관차는 기관차 보일러의 수위를 최적화하기 위해 운전실이 주행 방향을 향하도록 내리막을 주행한다. 따라서 레알프와 글레치 사이를 운행하는 DFB 증기기관차는 일반적으로 푸르카의 복원된 턴테이블을 켜고 하강을 준비해야 한다.

## 같이 보기
- 푸르카 정상 터널
- 푸르카 베이스 터널
- 푸르카 증기 철도